# 巴斯特羅普縣
巴斯特羅普縣（英語：Bastrop County）位美國德克薩斯州中部偏東南的一個縣。面積2,320平方公里。根据美國2000年人口普查，共有人口57,733人。縣治巴斯特羅普（Bastrop）。
成立於1836年3月17日，原名Mina縣，是最早成立的23個縣之一，1837年12月18日改名。縣名紀念協助英裔美國人在當地殖民的荷蘭人巴斯特羅普男爵。